# Bure Valley Railway
| Die Dampflok Spitfire im Bahnhof Aylsham |                  |                                              |                                              |
| Streckenverlauf |                  |                                              |                                              |
| Streckenlänge: | 14,5 km          |                                              |                                              |
| Spurweite: | 15 Zoll = 381 mm |                                              |                                              |
| |                  |                                              |                                              |
| \| \| \| ehem. East Norfolk Railway von County School \| \| \| \| \| \| \| \| \| \| Aylsham ursprünglich Aylsham South \| \| \| \| \| Aylsham Depot \| \| \| \| \| \| \| \| \| \| Aylsham Bypass Tunnel \| \| \| \| \| A140 \| \| \| \| \| \| \| \| \| \| Brampton \| \| \| \| \| Ausweichstelle Brampton \| \| \| \| \| Buxton \| \| \| \| \| Ausweichstelle Hautbois \| \| \| \| \| Coltishall \| \| \| \| \| \| \| \| \| \| Bittern Line von Sheringham \| \| \| \| \| ehem. East Norfolk Railway \| \| \| \| \| Wroxham \| \| \| \| \| \| \| \| \| \| Hoveton and Wroxham \| \| \| \| \| River Bure \| \| \| \| \| Bittern Line nach Norwich \| \| |                  |                                              |                                              |
| Strecke (außer Betrieb) |                  | ehem. East Norfolk Railway von County School | ehem. East Norfolk Railway von County School |
| |                  |                                              |                                              |
| U-Bahn-Bahnhof |                  | Aylsham ursprünglich Aylsham South           | Aylsham ursprünglich Aylsham South           |
| U-Bahn-Strecke · U-Bahn-Betriebs-/Güterbahnhof Streckenanfang |                  | Aylsham Depot                                | Aylsham Depot                                |
| U-Bahn-Verschwenkung nach links · U-Bahn-Verschwenkung nach rechts |                  |                                              |                                              |
| U-Bahn-Tunnelanfang |                  | Aylsham Bypass Tunnel                        | Aylsham Bypass Tunnel                        |
| |                  | A140                                         |                                              |
| U-Bahn-Tunnelende |                  |                                              |                                              |
| U-Bahn-Haltepunkt / Haltestelle |                  | Brampton                                     | Brampton                                     |
| U-Bahn-Dienststation / Betriebs- oder Güterbahnhof |                  | Ausweichstelle Brampton                      | Ausweichstelle Brampton                      |
| U-Bahn-Haltepunkt / Haltestelle |                  | Buxton                                       | Buxton                                       |
| U-Bahn-Dienststation / Betriebs- oder Güterbahnhof |                  | Ausweichstelle Hautbois                      | Ausweichstelle Hautbois                      |
| U-Bahn-Bahnhof |                  | Coltishall                                   | Coltishall                                   |
| U-Bahn-Verschwenkung von links |                  |                                              |                                              |
| U-Bahn-Strecke · Strecke |                  | Bittern Line von Sheringham                  | Bittern Line von Sheringham                  |
| U-Bahn-Abzweig mit Eisenbahn geradeaus und ehemals nach links · Abzweig geradeaus und ehemals von rechts |                  | ehem. East Norfolk Railway                   | ehem. East Norfolk Railway                   |
| U-Bahn-Kopfbahnhof Streckenende · Strecke |                  | Wroxham                                      | Wroxham                                      |
| Verschwenkung nach rechts |                  |                                              |                                              |
| Bahnhof |                  | Hoveton and Wroxham                          | Hoveton and Wroxham                          |
| Brücke über Wasserlauf |                  | River Bure                                   | River Bure                                   |
| Strecke |                  | Bittern Line nach Norwich                    | Bittern Line nach Norwich                    |

Die Bure Valley Railway ist eine 14,5 km lange Parkeisenbahn mit einer Spurweite von 381 mm (15 Zoll) im The-Broads-Nationalpark in Norfolk, England.

## Lage
Die Bahnlinie verläuft von Wroxham nach Aylsham. Sie ist Norfolks längste Schmalspurbahn. Es gibt Haltepunkte in Brampton, Buxton und Coltishall. Die Strecke hat 17 Brücken, einschließlich einer 32 m langen Brücke über den Fluss Bure in Buxton with Lammas, sowie den Aylsham Bypass Tunnel unter der A140 bei Aylsham.

## Geschichte
Das Schmalspurgleis wurde auf der Trasse der normalspurigen East Norfolk Railway (ENR) errichtet, die am 6. Januar 1982 stillgelegt worden war und deren Gleise 1984 abgebaut worden sind.
Die Bure Valley Railway wurde als Schmalspurbahn am 10. Juli 1990 feierlich eröffnet. Ein parallel dazu verlaufender Fußweg wurde 1991 eröffnet. Der Grund für die Umstellung von Normal- auf Schmalspur war vor allem, dass die Bahn und der Fußweg gemeinsam auf der bestehenden Trasse untergebracht werden sollten.

## Lokomotiven
Es werden folgende Dampf- und Diesellokomotiven eingesetzt:
| № | Name                                   | Baujahr                                                | Lackierung                      | Antrieb | Achsfolge | Zustand                        | Bild |
| - | -------------------------------------- | ------------------------------------------------------ | ------------------------------- | ------- | --------- | ------------------------------ | ---- |
| 1 | Wroxham Broad (ursprünglich Tracey Jo) | 1964 (1992 in eine 2-6-4T umgebaut)                    | Hellblau                        | Dampf   | 2-6-4T    | Betriebsbereit                 |      |
| 3 | 2nd Air Division USAAF                 | 1988                                                   | Gold-Ocker                      | Diesel  | Bo-Bo     | Betriebsbereit                 |      |
| 4 | Ohne Namen (inoffiziell Rusty)         | 1954 (2004 umgespurt und wiederaufgebaut)              | Orange                          | Diesel  | 4wDH      | Betriebsbereit                 |      |
| 5 | Toby                                   | 1960                                                   | Braun und grau                  | Diesel  | 4wDM      | Generalüberholung erforderlich |      |
| 6 | Blickling Hall                         | 1994                                                   | Midland Crimson Lake mit Linien | Dampf   | 2-6-2     | Generalüberholung erforderlich |      |
| 7 | Spitfire                               | 1994                                                   | Braunschweig-grün mit Linien    | Dampf   | 2-6-2     | Betriebsbereit                 |      |
| 8 | John of Gaunt (ursprünglich Thunder)   | 1997 (2008 auf Kohlen umgerüstet)                      | Schwarz mit Linien              | Dampf   | 2-6-2T    | Betriebsbereit                 |      |
| 9 | Mark Timothy                           | 1993 (2003 auf Kohlen umgerüstet und wieder aufgebaut) | Madderlake rot                  | Dampf   | 2-6-4T    | Betriebsbereit                 |      |

Als die Bahnlinie eröffnet wurde, wurden mehrere Loks von der Romney, Hythe and Dymchurch Railway gemietet, einschließlich Black Prince, Samson und Winston Churchill.

## Wagen
Es gibt 31 Personenwagen, die zu drei Zügen zusammengestellt werden.

## The Friends of the Bure Valley Railway
The Friends of the Bure Valley Railway (FoBVR) ist ein Verein mit Freiwilligen, der die Lok Nr. 4 besitzt und die Bure Valley Railway unterstützt.